# Patty Griffin
Patty Griffin (Old Town, Maine, EUA, 16 de març de 2020) és una compositora, cantant, guitarrista i pianista de country i gòspel, però és coneguda sobretot per la seva música folk estatunidenca sense embuts.

## Guardons
| Any  | Premi  | Àlbum         | Categoria            | Ref   |
| ---- | ------ | ------------- | -------------------- | ----- |
| 2020 | Grammy | Patty Griffin | Millor àlbum de folk | [ 2 ] |